# Jacques Wilbault
Pour les articles homonymes, voir Wilbault.
Jacques Wilbault, ou Wilbaut, né le 28 mars 1729 à Château-Porcien (Ardennes) et mort le 18 juin 1816 dans la même ville, est un peintre français du XVIIIe siècle et début du XIXe siècle. 

## Biographie
Il est un des élèves de son oncle, Nicolas Wilbault. Il vient ensuite s'installer à Paris en 1750, à 21 ans. Il y fait des études à l'Académie royale de peinture et de sculpture et y travaille dans l'atelier de Jean Restout, ami de Nicolas Wilbault. Contraint de revenir dans le Porcien en 1752, il y reste. En 1765, à 36 ans, il épouse Marie-Nicole Coutier, veuve d'un chirurgien de Château-Porcien. Une fille de Marie-Nicole Coutier et de son premier époux, Louis Laval, épousera quelques années plus tard le peintre rémois Nicolas Perseval. 
Jacques Wilbault a peint essentiellement des portraits, et des thèmes religieux. Ces œuvres sur des thèmes religieux ont été présentes dans de nombreuses églises et bâtiments du Porcien et du Rethélois. Certaines y sont encore présentes, ainsi qu'à la cathédrale Saint-Etienne de Châlons-en-Champagne. Mais de nombreux tableaux ont disparu lors de la Révolution française. Un moment interrompue, cette production religieuse put reprendre sous le Premier Empire.

## Exemple de peintures

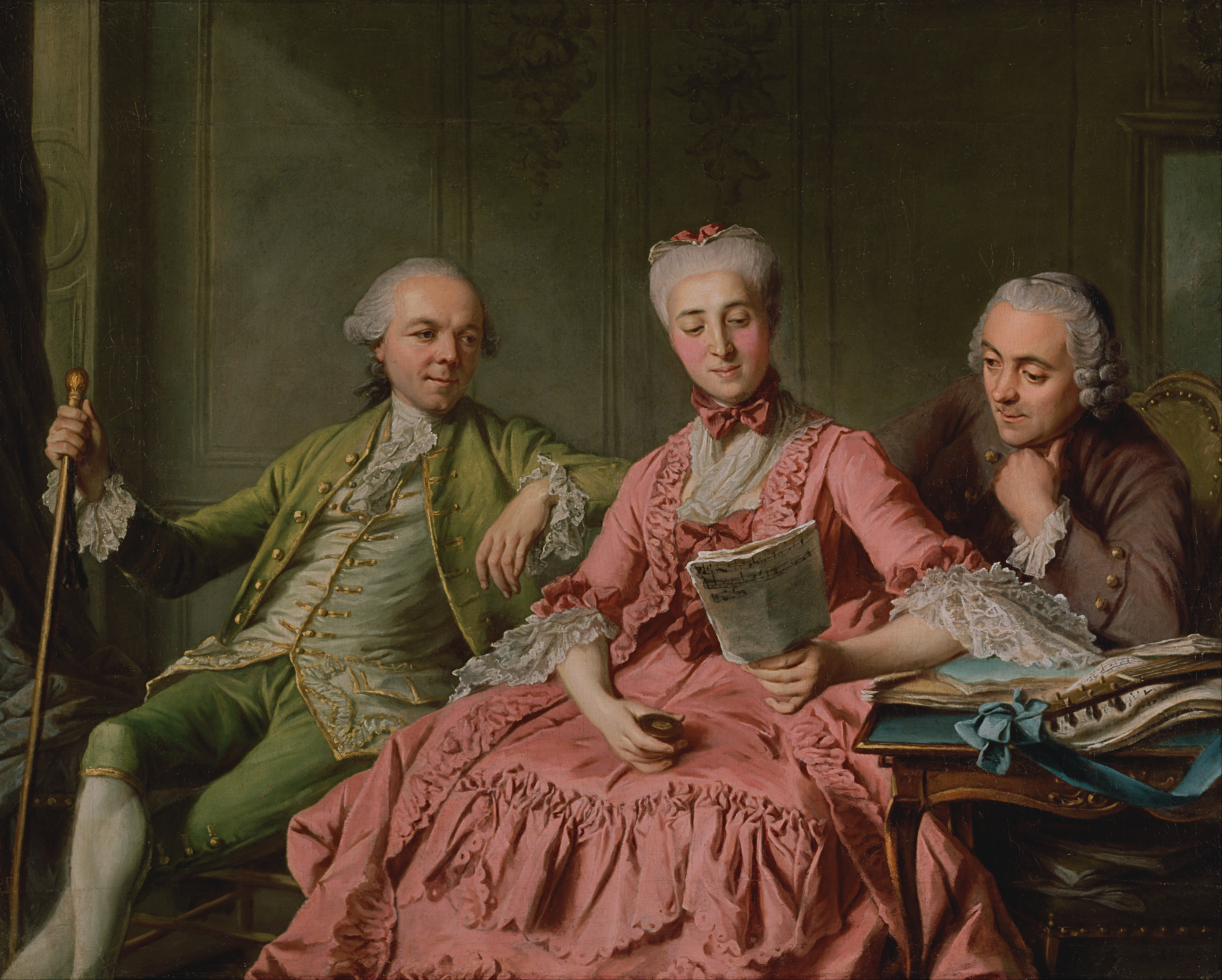
Le duc de Choiseul, avec Mme de Brionne et l’Abbé Barthélemy (Getty Center, Los Angeles)
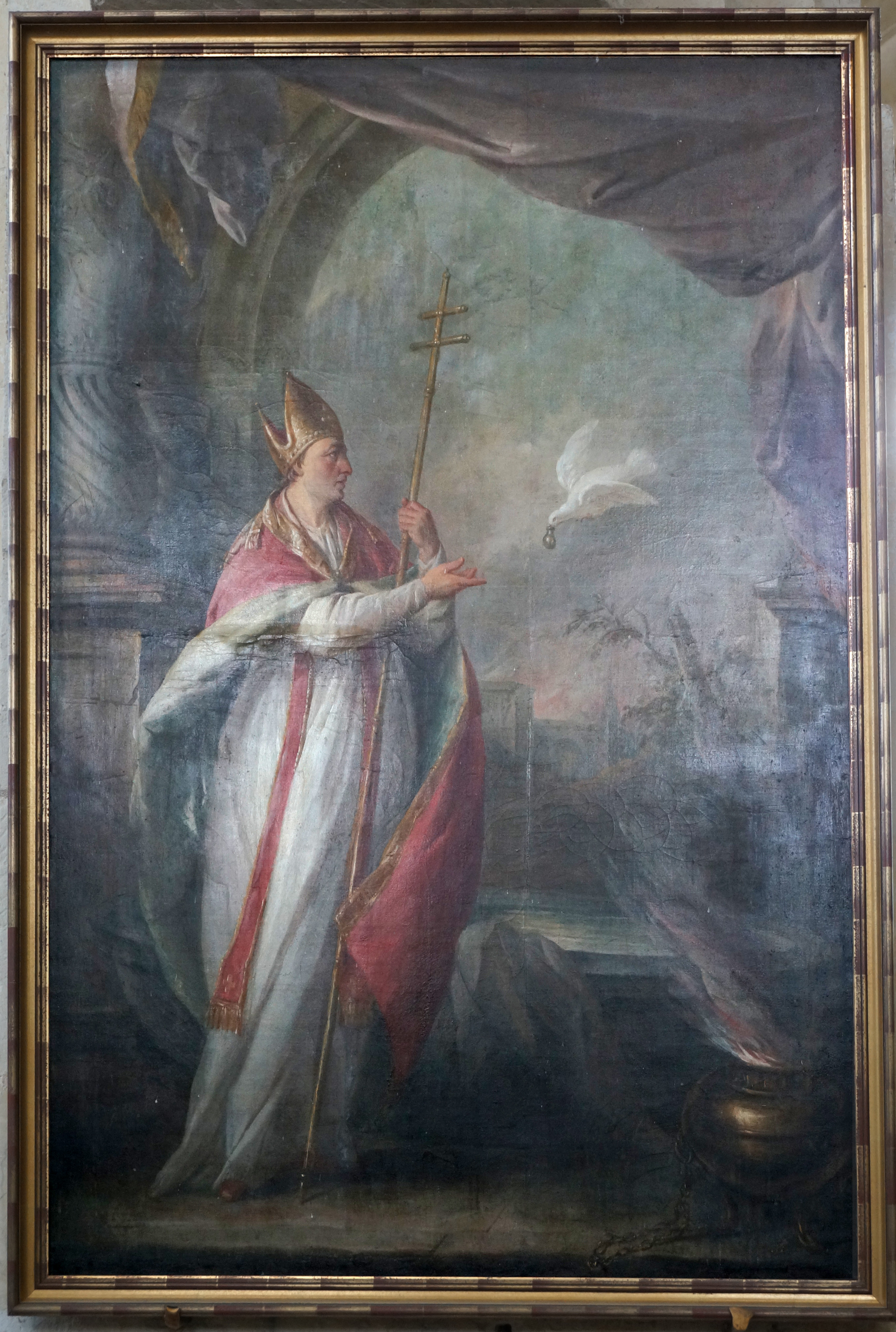
Remi recevant la sainte ampoule (Église de Novy-Chevrières).
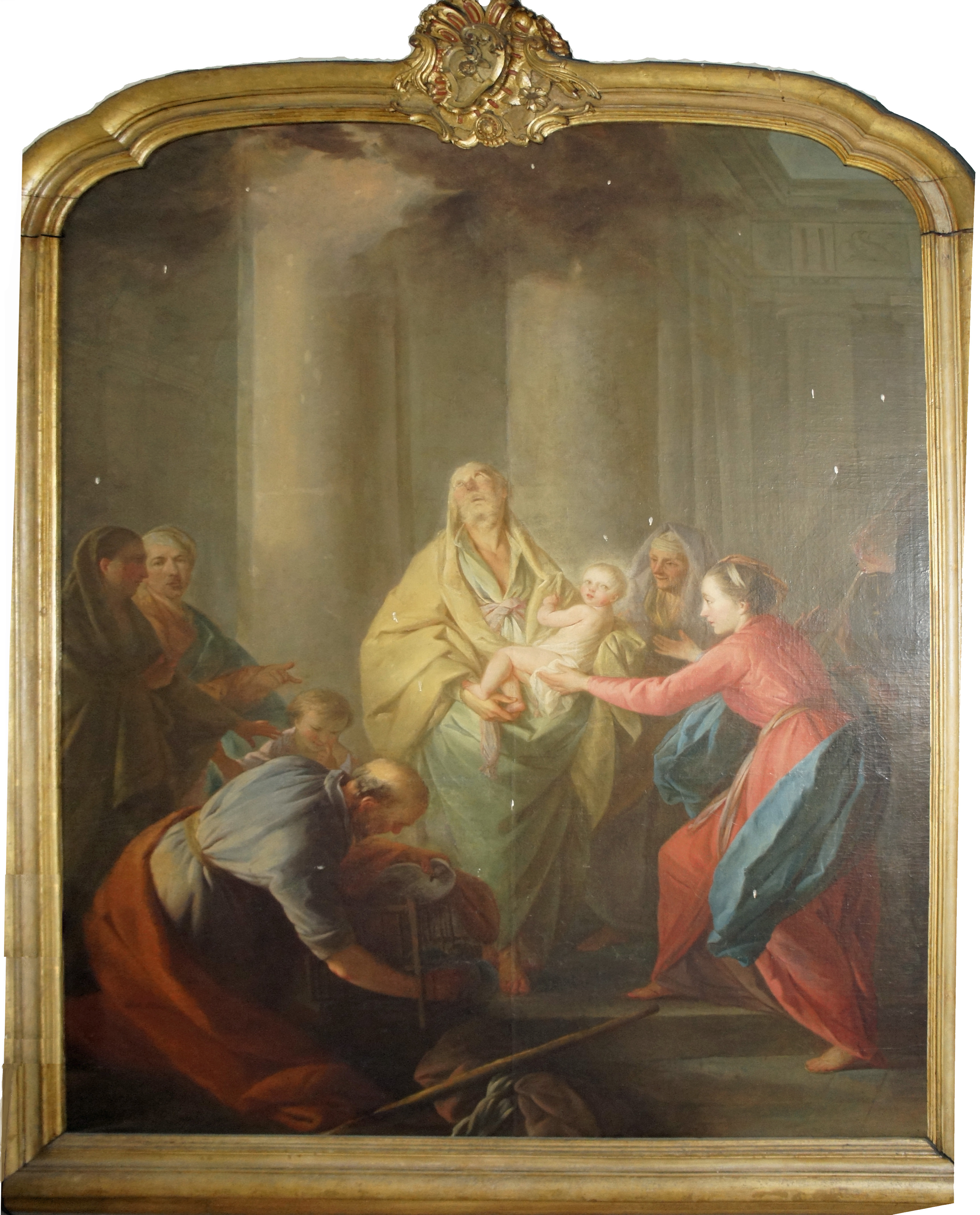
Présentation au temple (hôpital de Rethel).
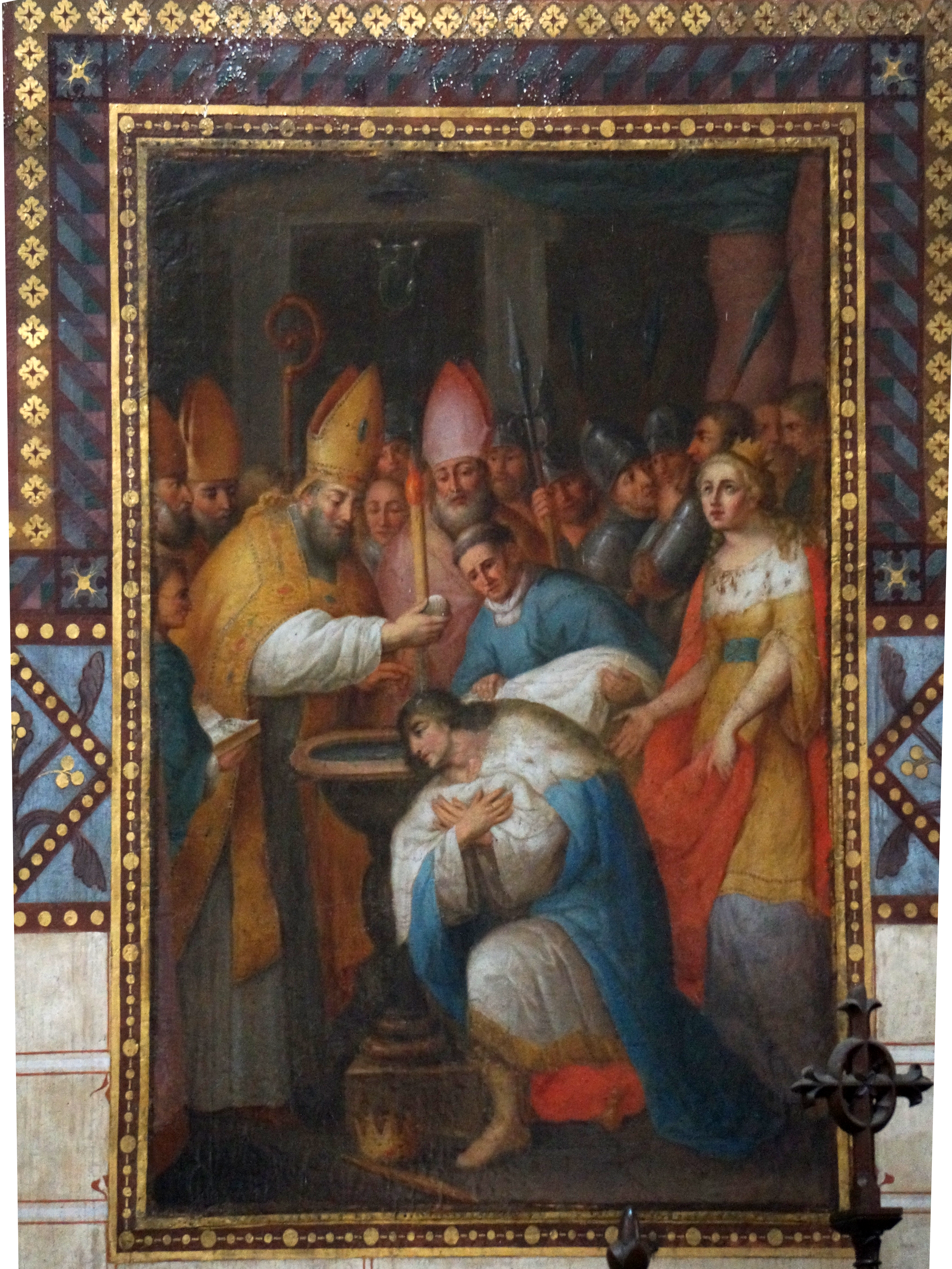
Baptême de Clovis.
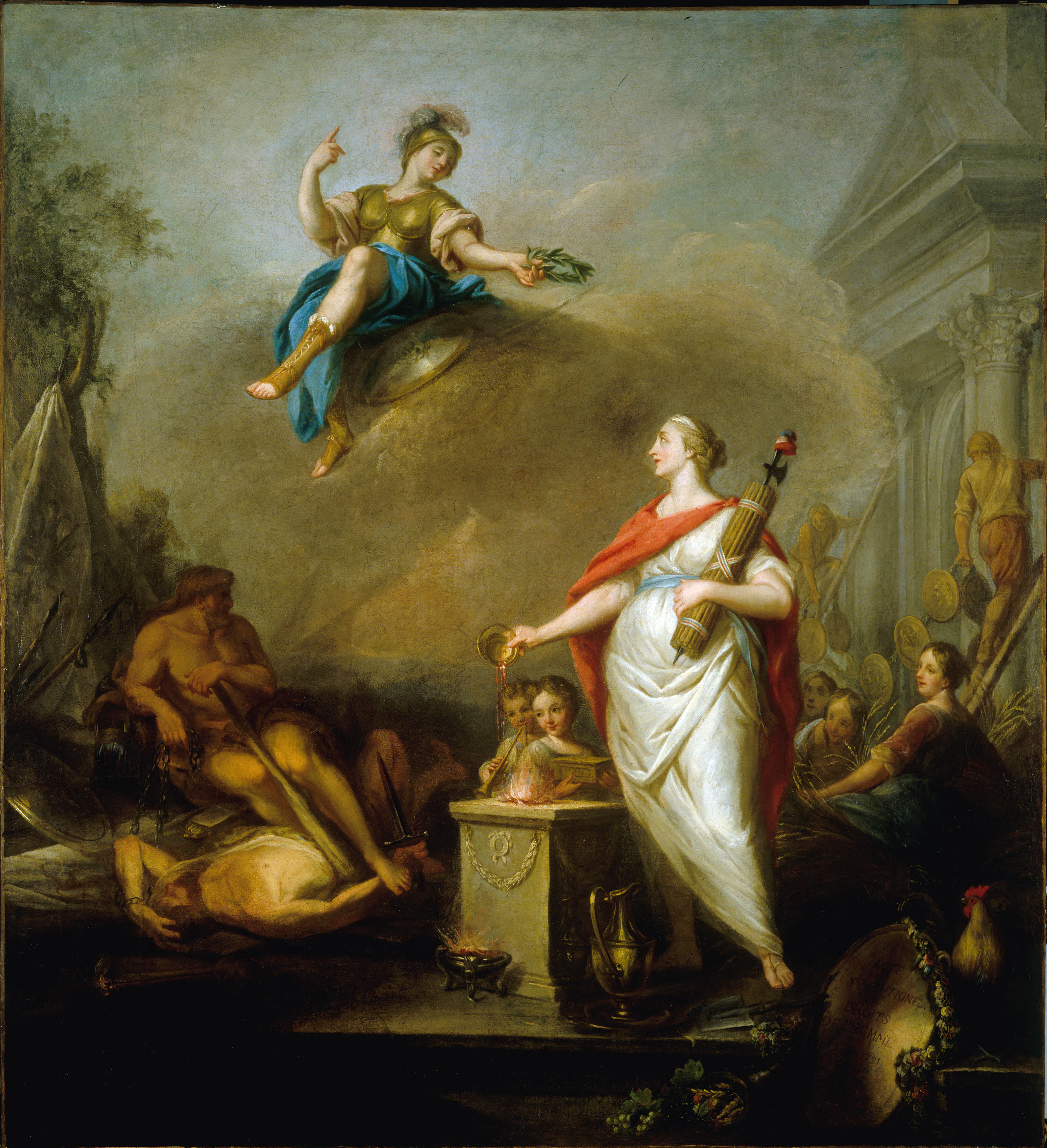
Allégorie de la Révolution de 1789 au Musée Carnavalet.
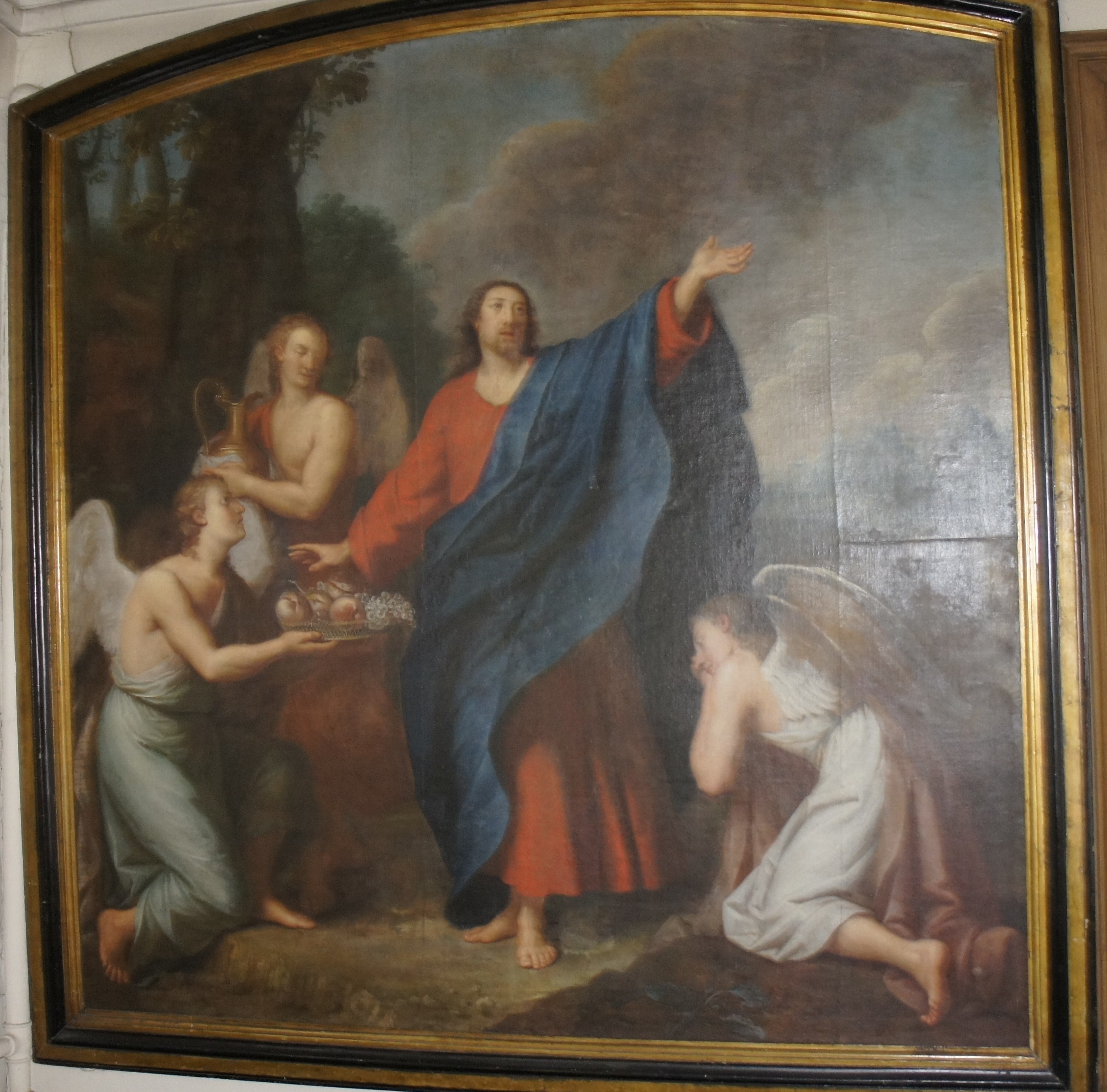
Christ servi par les anges (hôpital de Rethel).

### Sources sur le web
- Notices d'autorité :   - VIAF
- Jacques Wilbault dans la base Joconde.
- « La cathédrale Saint-Etienne de Châlons-en-Champagne. Les peintures et les sculptures », sur le site www.cathedrale-chalons.culture.fr.
- « Tableaux inscrits ou classés. Base Palissy. Jacques Wilbault. », sur le site du Ministère de la Culture.
- « Toile anciennement attribuée à J. Restout. Marque Wilbault 1760 découverte après restauration. », sur le site du Ministère de la Culture.